# Symphysodon discus
Cá dĩa đỏ (Danh pháp khoa học: Symphysodon discus) hay còn gọi là cá dĩa Heckel là một loài cá nước ngọt trong họ cá hoàng đế Cichlidae có nguồn gốc từ vùng sông Amazon. Chúng là một trong những giống cá cảnh được ưa chuộng.

## Đặc điểm
Chúng là giống cá dĩa có màu sắc đặc trưng là đỏ lông gà. Chúng khác biệt với họ hàng cùng loại ở ở điểm 3 trong số 9 sọc đứng hiện lên rất nổi bật với sọc thứ nhất dọc ngay mắt, sọc thứ hai ngay giữa thân và sọc thứ ba gần đuôi. Khi phát triển chúng có thể có chiều dài lên đến 12,3 xentimét (4,8 in). Trong môi trường nuôi nhốt, chúng thích ăn đồ khô Cá dĩa phát triển tốt (nhanh và to hơn) trong điều kiện nước cứng. Độ cứng của nước nuôi cá dĩa nên từ 3 đến 15 dH (từ mềm đến hơi cứng), cá dĩa vẫn có thể thích nghi với nước cứng hơn nhưng chúng sẽ bị căng thẳng.

## Tập tính ăn
Thức ăn của cá dĩa hoang dã thì chúng ăn rất nhiều thực vật (40%-60%), bổ sung rau vào thức ăn của cá dĩa và thấy tác dụng tốt. Cá chỉ có thể hấp thu một lượng dinh dưỡng nhất định, phần còn lại chúng sẽ thải ra ngoài cơ thể. Do đó, cho cá ăn thật nhiều một lần không có tác dụng. Hãy cho cá ăn một lượng vừa phải nhưng trải ra làm nhiều lần trong ngày. Thông thường, cho cá ăn 3-4 lần mỗi ngày: sáng, trưa, chiều và tối. Những con cá nhỏ thường không tranh ăn nổi với cá lớn. Chúng ta nên tách những con cá nhỏ trong bầy ra nuôi riêng để chúng phát triển tốt hơn.
Thành phần thức ăn được khuyến nghị là tim bò xay (loại bỏ sạch gân, mỡ), rau luộc xay (cải bó xôi, củ cải, cải bông, cà rốt), phụ gia (calci, vitamin, tỏi, tảo spirulina) và chất kết dính. Trong khi trùn chỉ giúp cá lớn mau thì tim bò giúp cá dày mình. Có thể kết hợp thức ăn với tần suất cho ăn và thay nước, chẳng hạn sáng cho ăn trùn chỉ, ăn xong thay nước 50%, trưa cho ăn tim bò, ăn xong thay nước 100%, tối cho ăn trùn chỉ hoặc thức ăn viên, ăn xong thay nước 50%.